# Renault Twin'Run Concept
La Renault Twin'Run Concept è una concept car presentata dalla Renault in occasione del Gran Premio di Formula 1 di Monaco nel 2013.

## Contesto
La vettura è ispirata stilisticamente e meccanicamente all'originale Renault 5 Turbo, che gareggiò nel mondiale rally negli anni 80. Il prototipo anticipa nelle forme la terza generazione della Twingo.

## Tecnica
La carrozzeria è realizzata in vetro-poliestere, anche se alcune parti sono state costruite in fibra di carbonio. Tale configurazione telaistica ha permesso l'ottenimento di un peso inferiore ai 950 kg. Meccanicamente monta un propulsore V6 di 3,5 litri a 24 valvole di origine Nissan derivato dalla Megane Trophy. Tale motore eroga una potenza di 320 CV con coppia di 380 Nm a 4.850 giri al minuto. L'accelerazione dichiarata da 0 a 100 km/h viene eseguita in 4,2 secondi, mentre la velocità massima dichiarata si attesta sui 250 km/h. La gestione dell'unità propulsiva posizionata nella parte posteriore della vettura, viene affidata ad un cambio sequenziale a 6 marce con differenziale autobloccante, che trasferisce la potenza sull'asse posteriore. La ripartizione dei pesi è distribuita al 47 % sull'asse anteriore e 57 % su quello posteriore. La dotazione degli interni prevede pedaliera in alluminio, volante e sedili sportivi e uno schermo LCD da 5,5'.